# Guild Wars
Guild Wars – gra komputerowa z gatunku MMORPG wyprodukowana przez ArenaNet i wydana przez NCsoft 28 kwietnia 2005.
Guild Wars oferuje dwa tryby gry: PvP (ang. Player versus Player) oraz PvE (ang. Player versus Environment). W trybie PvP gracze formują 4-, 8- osobowe drużyny, składające się z ludzkich przeciwników i stają naprzeciwko siebie w jednym z trybów walki. Z kolei w trybie PvE gracze biorą udział w trybie fabularnym (walczą z potworami, wykonują misje, itp.), w którym stawiają czoło komputerowym przeciwnikom. W tym trybie również mogą tworzyć drużyny składające się z ludzkich graczy, jednak możliwe jest wykorzystanie komputerowych pomocników: najemników oraz wprowadzonych od kampanii Nightfall bohaterów.
28 sierpnia 2012 odbyła się premiera kontynuacji – Guild Wars 2.

## Historia gry
Gra Guild Wars, nad którą grupa deweloperów ArenaNet rozpoczęła prace w drugim kwartale 2000 roku, później pod okiem korporacji NCsoft, została oficjalnie obwieszczona światu 22 kwietnia 2003 roku, pokazana po raz pierwszy publicznie w maju tego samego roku podczas wystaw E3, a jej premiera światowa odbyła się 28 kwietnia 2005 roku.
28 kwietnia 2006 r. został wydany drugi rozdział Guild Wars: Factions, w którym zostały dodane nowe profesje, nowe typy broni, nowy region mapy (Cantha), nowe zbroje, nowe lokacje oraz zwiększenie limitu postaci na konto. Powstała także lokacja Battle Isle, gdzie mieszczą się areny PvP. 27 października 2006 roku świat ujrzał kolejny dodatek: Nightfall, w którym dodano dwie nowe postacie: Derwisza oraz Patrona. Do tego wprowadzeni zostali Bohaterowie – pomocnicy, którym można ustawić własne umiejętności oraz przedmioty. Poza tym zostały dodane nowe bronie, 350 nowych umiejętności oraz nowy kontynent – Elona. Ostatni dodatek – Eye of the North wydano 1 września 2007 roku.
Serwery Guild Wars mają być otwarte tak długo jak będą chętni do gry w Guild Wars, to znaczy, że po premierze Guild Wars 2 serwery Guild Wars nie zostaną wyłączone.
W 2010 roku w Guild Wars grało około 9 milionów graczy.

## Rozgrywka
Aby móc rozpocząć rozgrywkę w Guild Wars, należy zakupić którąś z trzech podstawowych kampanii (Prophecies, Factions lub Nightfall) albo wykupić pakiet dostępowy PvP, umożliwiający jedynie rozgrywkę w trybie "gracz kontra gracz". Następnie gracz musi zadeklarować się czy tworzona przez niego postać będzie przeznaczona do gry PvE, czy też wyłącznie PvP – w tym drugim przypadku otrzymujemy postać z maksymalnym 20 poziomem doświadczenia i możliwością dowolnej edycji jej ekwipunku, jednak bez możliwości uczestniczenia w trybie fabularnym. Postaci przeznaczone do gry PvE wymagają rozwoju. One również mogą brać udział w rozgrywkach PvP, jednak ich odpowiednie przygotowanie wymaga od gracza dużo większych nakładów i dlatego z reguły są w tym trybie mniej efektywne.
Postać kontrolujemy z perspektywy trzeciej osoby, poruszając się w dwóch osiach. Nie jest możliwe poruszanie się w pionie. Teoretycznie możliwe jest takie "zawieszenie" kamery, żeby otrzymać widok z perspektywy pierwszej osoby, jednak taki tryb gry jest bardzo nieefektywny i znacząco ogranicza pole widzenia gracza.
Każda postać może posiadać dwie profesje: niezmienną podstawową (ang. primary profession), która jest wybierana w momencie tworzenia postaci, a także dodatkową (ang. secondary profession), którą możemy zmieniać. Każda z profesji posiada 4 (w przypadku wojownika i elementalisty 5) atrybuty, które decydują o stopniu jej specjalizacji w danej dziedzinie, w tym jeden atrybut podstawowy. Dla danej postaci dostępny w rozwoju jest jedynie atrybut podstawowy jej głównej profesji.
Wygląd zewnętrzny postaci może być modyfikowany jedynie podczas jej tworzenia. Dostępne są opcje modyfikacji wzrostu, fryzury, koloru skóry oraz rysów twarzy. Po zakończeniu kreacji możemy jedynie dobierać odpowiedni wygląd noszonej przez postać zbroi oraz broni – dostępnych jest ich wiele modeli, które można pomalować mieszanką dostępnych w grze barwników.
W przeciwieństwie do wielu innych gier, w Guild Wars nie wybiera się raz na zawsze zestawu swoich umiejętności oraz rozdzielenia punktów atrybutów. Za każdym razem gdy przebywamy w osadzie można je, w ramach profesji postaci, dowolnie zmieniać. Pozwala to na zgranie umiejętności całej drużyny i maksymalizację jej efektywności. Zestaw używanych umiejętności i punktów atrybutów nazywany jest z języka angielskiego buildem i może być prezentowany przy pomocy zawartych w grze mechanizmów innym członkom zespołu, gildii bądź sojuszu.

### Profesje
W podstawowym pakiecie Guild Wars gracz ma do dyspozycji 6 profesji, w pierwszym oficjalnym rozszerzeniu noszącym nazwę Factions (Frakcje) dochodzą do tego kolejne dwie (Rytualista i Zabójca). Dodatek Nightfall (Zmierzch) dodaje kolejne profesje: Patron i Derwisz.

### Tryby PvP
PvP bazuje na drużynach złożonych z ludzkich graczy i walczących ze sobą. Za zwycięskie walki gracze są nagradzani punktami frakcji (Baltazara i odpowiednio Kurzicków lub Luksonów). Punkty te mogą później być wymieniane u odpowiednich NPC na nagrody, np. na odblokowanie przedmiotów i umiejętności.

#### Areny losowe
W arenach losowych nie ma możliwości doboru drużyny. Z graczy chętnych do gry dobierane są dwie czteroosobowe drużyny, które walczą ze sobą na jednej z 13 dostępnych aren. Zwycięska drużyna przechodzi do kolejnej walki, natomiast przegrana jest rozwiązywana. Drużyna stara się osiągnąć 25 zwycięstw (bo tyle wynosi limit).

#### Arena Kodeksu
Nowy rodzaj rozgrywki PvP, w której gracze posiadają możliwość tworzenia drużyny, lecz nie ma dostępnych wszystkich umiejętności. Umiejętności te zmieniają się codziennie, dzięki czemu nie zostanie znaleziony działający sposób, lecz gra będzie urozmaicona.
Ponadto umiejętności Elitarne muszą pochodzić od profesji podstawowej postaci, a w drużynie nie może być 2 graczy o tej samej profesji podstawowej.

#### Walki sojuszy
Walki sojuszy (ang. Alliance Battles) to tryb udostępniony wraz z odsłoną drugiej kampanii, Guild Wars: Factions i wymaga od gracza posiadania tej kampanii (lub wykupienia pakietu dostępowego PvP) oraz przynależności do gildii. Naprzeciwko siebie stają trzy czteroosobowe zespoły Luksonów, ubranych zwyczajowo na czerwono i reprezentowanych na radarze jako czerwone kropki, i Kurzicków reprezentowanych odpowiednio przez niebieskie kropki. Zwycięstwa i porażki w tym trybie mają wpływ na granicę między terytoriami Luksonów i Kurzicków a gracze za pomoc w wojnie nagradzani są punktami uznania wybranej frakcji.
Gra polega na przejmowaniu kapliczek, których bronią NPC. Grę wygrywa drużyna, która jako pierwsza zdobędzie 500 punktów lub zajmie wszystkich 7 kapliczek i utrzyma ja przez 60 sekund.
W przypadku śmierci gracze są po maksymalnie 20 sekundach automatycznie wskrzeszani w swojej bazie startowej lub w najbliższej kapliczce wskrzeszania, jeśli takowa znajduje się pod kontrolą drużyny.

#### Walki gildii
Inaczej są zwane GvG. Są to taktyczne walki dwóch ośmioosobowych drużyn i powszechnie uważane są za najtrudniejszy element Guild Wars. Celem każdej z drużyn jest zabicie w określonym czasie przeciwnego Mistrza Gildii. Wiele gildii powstaje i specjalizuje się wyłącznie w tym trybie. Walki te decydują o pozycji gildii w rankingu najlepszych gildii.

#### Droga bohatera
Jest to ciągła rozgrywka, w której naprzeciwko siebie stają dwa ośmioosobowe zespoły. Drużyny walczą ze sobą przez 11 kolejnych walk, łącznie z walką finałową w Komnacie Bohaterów. W przypadku jakiejkolwiek porażki przegrana drużyna przenoszona jest do osady i musi rozpoczynać walki od początku. Zwycięska drużyna wygrywa cenne nagrody, a wszystkim graczom zostaje wyświetlona informacja o niej.

#### Misje typu współzawodnictwo
Factions wprowadziło dwie misje współzawodnictwo: Fort w Osikowym Lesie (ang. Fort Aspenwood) i Jadeitowa Kopalnia (ang. Jade Quarry), w których dwie drużyny ośmiu losowo dobranych osób wykonują postawione przed nimi zadania w wojnie pomiędzy Kurzickami a Luksonami. W pierwszej głównym celem Luksonów jest zabicie głównego architekta Kurzicków natomiast celem tych drugich jest go bronić aż zbuduje Zemstę Bogów. Na drugiej natomiast walki toczą się o kontrolę nad kopalniami jadeitu, które są przejmowane przez graczy podobnie do kapliczek znanych z Walk Sojuszy.
Trzy razy dziennie w trybach GvG oraz 1v1 organizowane są automatyczne turnieje, w których gracze zbierają punkty, których odpowiednia ilość umożliwi im wzięcie udziału w turnieju o mistrzostwo miesiąca.

#### Dawne
Poniższe tryby były obecne w grze do 23 października 2009. Wprowadzona tego dnia aktualizacja gry usunęła je.

##### Areny drużynowe
Był to pierwszy tryb rozgrywki, w którym gracze mogli dobrać się w drużynę, jednak aby mieć do niego dostęp, należało wpierw wygrać 5 kolejnych walk na Arenach Losowych. Wystarczyło tego dokonać jedną postacią – potem Areny Drużynowe są dostępne dla wszystkich zarejestrowanych postaci gracza. Technicznie Areny Drużynowe nie różniły się niczym od Aren Losowych.

##### Walki bohaterów
Inaczej są zwane 1v1. Gracze posiadający dostęp do kampanii Nightfall lub dodatku Eye of the North posiadają dostęp do tzw. bohaterów – komputerowych NPC, którym można było indywidualnie dobrać umiejętności i atrybuty. W tym trybie stawały naprzeciwko siebie dwie drużyny, każda z nich złożona z gracza oraz trzech wybranych przez niego bohaterów.
Zadaniem gracza było zgromadzenie w ciągu 10 minut 20 punktów zanim zrobił to przeciwnik. Były one zdobywane poprzez zdobywanie kapliczek (podobnie do Walk Sojuszy) oraz zabijanie przeciwników. Jeśli w ciągu 10 minut żaden z graczy nie zdobył 20 punktów, wygrywał gracz z większą ich ilością. Jeśli obaj gracze po upływie czasu posiadali równą liczbę punktów, rozpoczynała się dogrywka, w której wygrywał gracz, który pierwszy zdobył punkt.

### Kampanie
Kampanie Guild Wars opisują wydarzenia w świecie Tyrii, które są ze sobą w pewien sposób powiązane, chociaż dzieją się w różnych miejscach. Wydarzenia wszystkich trzech głównych kampanii dzieją się równolegle do siebie, natomiast wydarzenia dodatku Eye of The North mają miejsce nieco po wydarzeniach znanych z kampanii.

#### Prophecies
Fabuła pierwszej kampanii Guild Wars jest związana z przepowiednią o Poszukiwaczu Ognia, przepowiedzianą przez smoczycę Iskrę (ang. Glint). O głównym zadaniu, które przed nim stoi, gracz dowiaduje się jednak stosunkowo późno. Niegdyś kwitnący Askalon został zaatakowany przez agresywną rasę popielców i jego mieszkańcy są zmuszeni uchodzić przez Dreszczogóry do Królestwa Kryty, gdzie zostają uwikłani w działalność dziwnych kultów i nigdy do końca nie wiedzą kto jest wrogiem, a kto przyjacielem.

#### Factions
Osią fabuły jest historia Shiro Tagachiego, byłego ochroniarza cesarza Kintaju, który 200 lat przed wydarzeniami w kampanii zamordował cesarza. Za ten czyn został skazany na śmierć. Kiedy umierał, Shiro Tagachi wydał z siebie okrzyk, który spowodował zamianę wszystkich mórz w jadeit, a także skamienienie lasów. 200 lat po tych wydarzeniach powraca i postanawia zawładnąć Kintajem. Celem gracza jest powstrzymanie go.
Oprócz tego historia opowiada losy dwóch wrogich frakcji – Luxonów (podróżujących po morzach jadeitu), a także Kurzików (żyjących w lasach), które walczą ze sobą o zasoby Kintaju – czyli przede wszystkim jadeit i bursztyn. Powodem trwającego 200 lat konfliktu jest spór o to, który z czempionów (Luxoński Archemorus czy Kurzickowy Wiktor) zabił Shiro Tagachiego.

#### Nightfall
Głównym celem tej kampanii jest powstrzymanie nadciągającego Zmierzchu (tytułowego Nightfalla), który ma wkrótce nadciągnąć do Elony – kontynentu, na którym dzieje się akcja. Bohaterowie jednoczą się z ugrupowaniem o nazwie "Słoneczne Włócznie", aby pokonać zło, które przybyło do Elony razem z kapłanką złego Boga Tajemnic Abaddona. Kampania ta wprowadza wiele innowacji (jak np. misje polegające na ujeżdżaniu gigantycznego czerwia czy wykonywaniu specjalnych bonusów).
Kampania ta jako pierwsza wprowadza "bohaterów", czyli NPC-ów, których możemy uzbroić we własne przedmioty, nauczyć własnych umiejętności i dowodzić nimi. Dotychczas możliwe było tylko granie z najemnikami, na których umiejętności i ekwipunek nie mieliśmy wpływu.

#### Dodatek Eye of the North
Dodatek nie wprowadza do gry żadnych nowych profesji. Do jego uruchomienia potrzebna jest co najmniej jedna z głównych kampanii. Główny cel to powstrzymanie Niszczycieli przed zniszczeniem Tyrii, poprzez zjednoczenie ras znajdujących się na północy Tyrii (na północ od Askalonu i Dreszczogór) i na południe od Dżungli Maguuma (miejsce akcji pierwszej kampanii gry). Ta część służy też za wprowadzenie do Guild Wars 2 i przedstawia nam ogólny zarys ras oraz głównych przeciwników, których napotkamy w kontynuacji gry.

### Gildie
Tytułowe gildie mają duże znaczenie w Guild Wars. Gildia jest tworzona przez grupę ludzi, którym mechanika gry umożliwia komunikację przy pomocy specjalnego okna czatu.
Lider gildii tworzy gildię przy pomocy rejestracji jej nazwy oraz tagu (2 do 4 liter), który jest wyświetlany po nazwie postaci. Lider wybiera również przynależność gildii do frakcji Kurzików lub Luksonów. Gildie posiadają swoje pelerynki, na których widnieje wybrany przez lidera symbol gildii, a także siedziby, mogące służyć np. jako bazy wypadowe. Do siedzib gildii możliwy jest również zakup wszelkiej maści kupców i innych NPC-ów oferujących różne usługi.
Jakkolwiek członkostwo w gildii nie jest wymagane przez grę, przynosi jednak duże profity – pomijając te socjalne, w wielu gildiach gracze uczą się nawzajem różnych aspektów gry, rozwijają się i pomagają sobie.
Do dziesięciu różnych gildii może tworzyć sojusz, z których najlepsze sprawują kontrolę nad niektórymi miastami Luksonów i Kurzicków z kampanii Factions.